# Six Flags Mexico
Six Flags Mexico è un parco divertimenti situato a nella zona sud di Città del Messico nelle vicinanze dell'autostrada Picacho-Ajusco nella colonia Heroes de Padierna. È il parco divertimenti più grande di tutta l'America Latina, è considerato uno dei 10 migliori parchi del mondo, è il parco con la maggior quantità di attrazioni estreme di tutto il Messico, tra le quali spiccano ben quattro montagne russe: La Medusa, la montagna russa più alta e veloce di tutta l'America Latina; Boomerang, la prima montagna russa al mondo con un viaggio di andata e ritorno in un circuito non chiuso; Batman the Ride e Superman l'ultima fuga: un hypercoaster di 66 metri d'altezza. In totale il parco possiede all'incirca 46 attrazioni.
Si deve comunque ricordare che è l'unico parco Six Flags in America Latina, ed è il primo parco della società americana, assieme a quello in Canada, fuori dal territorio degli Stati Uniti.

## Storia
Il parco di attrazioni più grande di tutta l'America Latina ricevette l'attuale nome solo nell'2000, anno in cui il parco aprì nuovamente le porte dopo che la società americana Six Flags acquistò il parco che precedentemente era chiamato Reino Aventura, (in spagnolo "Regno Avventura").
Reino Aventura aprì le sue porte nel marzo del 1982, proponendosi come luogo per le famiglie messicane che volevano passare una giornata allegra e piena di divertimenti, assieme alla mascotte del parco: un draghetto rosa chiamato Cornelio.
Dieci anni dopo l'inaugurazione, il parco chiuse per un breve periodo che permise una ristrutturazione, venne riaperto il 3 luglio 1992 con il nome di El Nuevo Reino Aventura, ("Il nuovo Regno Avventura").
Questa fu l'epoca d'oro del parco, infatti nel 1993 venne girato nel parco il film Free Willy - Un amico da salvare, per via della principale attrazione del parco, un'orca assassina chiamata Keiko, che venne 'ingaggiata' dagli studi cinematografici come protagonista. Il film risvegliò la coscienza di molte persone sulla cattività dell'orca, fu così che numerose associazioni ambientaliste iniziarono a chiedere la liberazione di Keiko, questo provocò una grande pressione sulla direzione del parco che però allo stesso tempo poté godere di una pubblicità enorme.
Nel 1995 il parco cambiò amministrazione e venne reintrodotto il vecchio nome di Reino Aventura.
Keiko venne liberato il 7 gennaio 1996, la notizia dell'imminente liberazione portò migliaia di persone a visitare il parco nei mesi che precedettero il trasferimento nella sua nuova casa all'Oregon Coast Aquarium.
Con la liberazione di Keiko ebbe fine un'era del parco.
Nel 1999 la Premier Parks annunciò l'acquisto del parco per la cifra di 59 milioni di dollari.
Iniziò così la costruzione di 20 nuove attrazioni, tra le quali le montagne russe: Medusa e Batman the Ride. Vennero ricollocate diverse attrazioni già esistenti, venne anche trasformato il Pueblo infantil ("Città dei bambini") che diventò El Circo de Bugs Bunny, tutta una sezione del parco venne dedicata ai più piccoli con l'aiuto dei personaggi dei cartoni animati come, appunto, Bugs Bunny e Daffy Duck. Tutte queste migliorie richiesero un grosso investimento calcolato attorno ai 40 milioni di dollari.
Il parco riaprì le porte il 11 aprile del 2000, con il nuovo nome di Six Flags México.
Il 14 marzo 2008 è stato inaugurato lo spettacolo Magic Light Parade, una sfilata di carri allegorici con luci fluorescenti, con la presenza di ballerini e cantanti.

## Attrazioni
Il parco è suddiviso al suo interno in zone denominate pueblos (paesi o città).
Qui di seguito sono elencate le attrazioni suddivise nei vari pueblos.

### Pueblo Mexicano
- El Rio Salvaje
- Superman el Último Escape
- La Fiesta de las Tazas

### Pueblo Frances
- The Joker
- Le Mans
- Ghostbusters Aventura Láser
- Le Grand Carrousel

### Pueblo Polinesio
- Crazy Pinapple
- Kilahuea
- Tsunami
- Vudu

### Hollywood
- Boomerang
- X Flight
- Rock & Roll

### DC Universe
- Batman The Ride
- Aquaman Splashdown
- Justice League Battle for Metropolis
- Supergirl Sky Flight
- Wonder Woman Coaster
- Metropolis Speedway

### Pueblo Suizo
- Vuelo Alpino
- Roller
- Catapulta
- Expreso Musical
- Sling Shot

### Pueblo Vaquero
- Medusa Steel Coaster
- Huracan
- Rueda India
- Ruleta
- Batman The Dark Knight

### El Circo de Bugs Bunny
- Globo de Elmer
- Convoy del Correcaminos
- Periferico
- Euro Bungy
- Jet Acrobatico
- Chiquimotor
- Orca Aventura
- Circo Express
- Super Cornelio
- Tamborcitos
- La casa de Piolín
- Latigo
- Gran Turismo
- Oruga